# كوه بهن السفلي (سبيدار)
کوه بهن السفلی (بالفارسية: کوه پهن سفلی) هي قرية تقع في إيران في قسم سبیدار الريفي.